# Troyes AC
Espérance Sportive Troyes Aube Champagne este un club de fotbal din Troyes, Franța, care evoluează în Championnat National. A fost fondat în 1986. Este al treilea club profesionist din istoria Troyes, celelalte fiind ASTS și TAF.

## Palmares
- Cupa UEFA Intertoto Câștigători (1) : 2001

- Cupa Franței locul doi (1) : 1956

- Coupe Gambardella Câștigători (1) : 1956
  - Locul doi (1): 1957